# Progress M-35
Progress M-35 (ryska: Прогресс М-35) var en rysk obemannad rymdfarkost som levererade förnödenheter, syre, vatten och bränsle till rymdstationen Mir. Den sköts upp med en Sojuz-U-raket från Kosmodromen i Bajkonur den 5 juli 1997 och dockade med Mir den 7 juli. Den 6 augusti dockade Progress M-35 ur från Mir, den 18 augusti dockade den återigen men stationen. Farkosten lämnade rymdstationen den 7 oktober 1997 och brann upp i jordens atmosfär några timmar senare.

### Fotnoter
1. ↑  ”NASA Space Science Data Coordinated Archive” (på engelska). NASA. https://nssdc.gsfc.nasa.gov/nmc/spacecraft/display.action?id=1997-033A. Läst 1 mars 2020.
2. ↑  Manned Astronautics - Figures & Facts Arkiverad 9 oktober 2007 hämtat från the Wayback Machine., läst 15 juli 2016.